# Ваттье, Робер
Робер Ваттье (фр. Robert Vattier; 2 октября 1906, Рен, Франция — 9 декабря 1982, Нантер, Франция) — французский актёр. 

## Биография
Робер Ваттье родился 2 октября 1906 года в городе Рен, Франция. Его сестра Николь Ваттье тоже стала актрисой.
Своё детство провел в Марокко, а затем в коммуне Со, где он учился в школе Lakanal. Также он выступал в театре, где он подружился с Пьером Брассёром, и встретился с Марселем Паньолем, став одним из самых любимых актеров.
После Второй мировой войны, продолжил карьеру театрального актера, но по-прежнему снимался в фильмах, играя второстепенные роли.
Робер Ваттье умер 9 декабря 1982 года в городе Нантер, Франция, в возрасте 76 лет. Похоронен на кладбище в коммуне Базоше-сюр-Гион в департаменте Ивелин.